# Urosphena squameiceps
Urosphena squameiceps é uma espécie de ave da família Cettiidae.
Pode ser encontrada nos seguintes países: China, Japão, Coreia do Norte, Coreia do Sul, Laos, Myanmar, Nepal, Filipinas, Rússia, Taiwan, Tailândia e Vietname.
Os seus habitats naturais são: florestas temperadas.